# St. Michael (Burghausen)

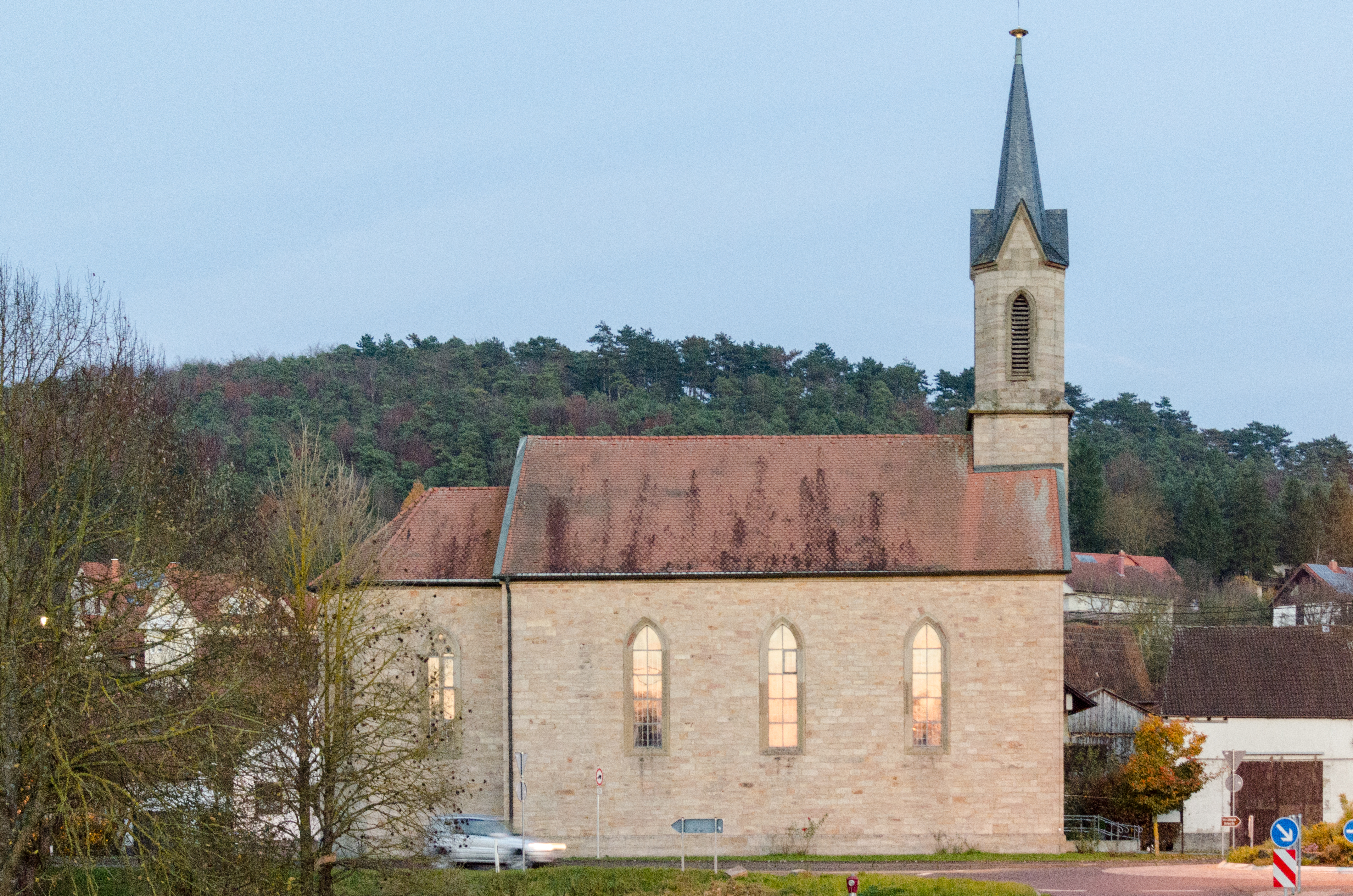
Die Kirche

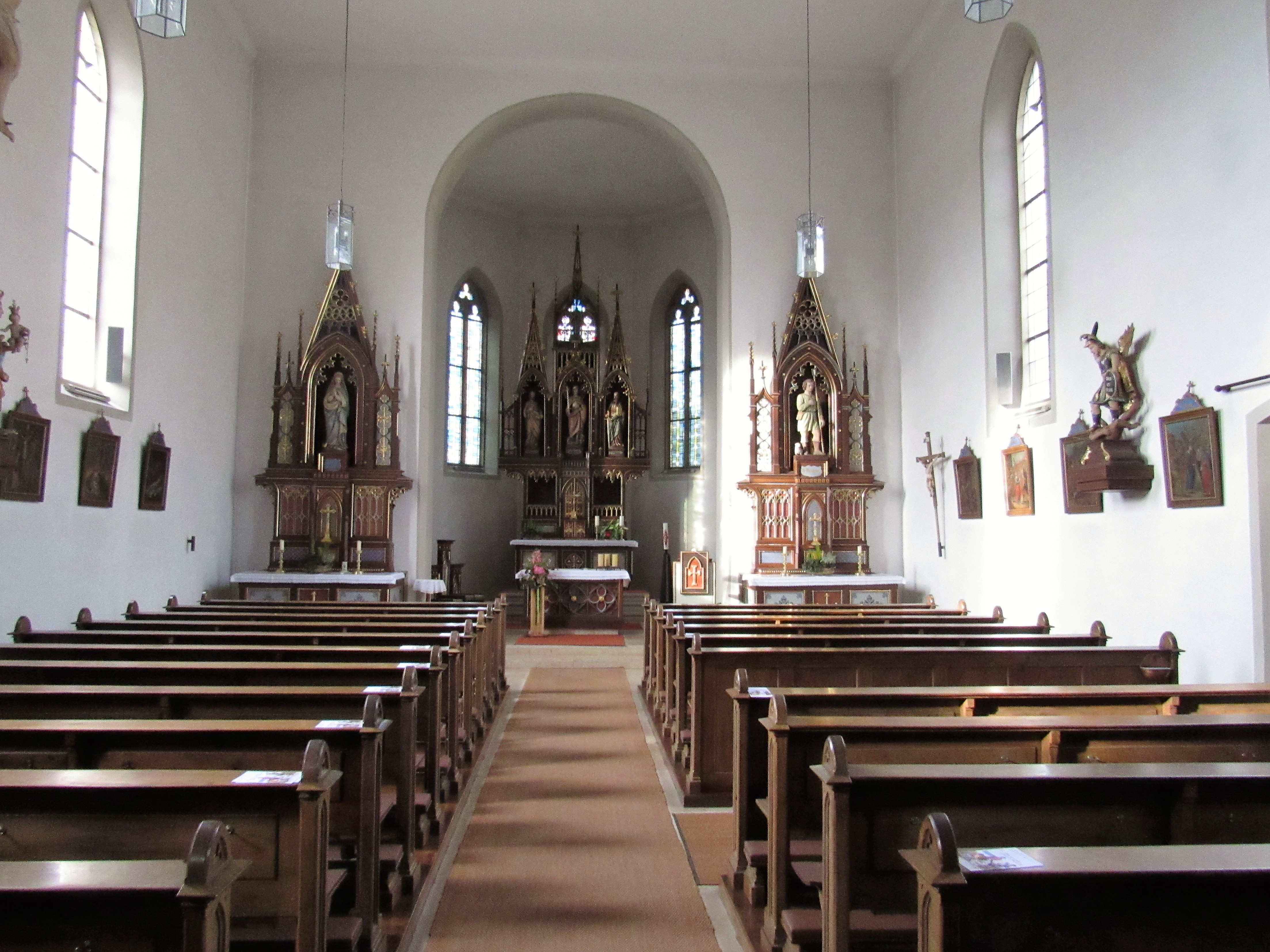
Innenraum der Kirche

Die römisch-katholische Filialkirche St. Michael ist die Dorfkirche von Burghausen, einem Stadtteil von Münnerstadt im unterfränkischen Landkreis Bad Kissingen. Sie gehört zu den Baudenkmälern von Münnerstadt und ist unter der Nummer D-6-72-135-116 in der Bayerischen Denkmalliste registriert.

## Geschichte
In der Ortsmitte stand bereits im Jahr 1720 eine kleine Kapelle. Die gemeinsame Pfarrkirche St. Michael für die Dörfer Burghausen und Reichenbach befand sich aber auf dem 401 m hohen Michelsberg. Nachdem diese Kirche im Jahr 1806 durch Blitzschlag zerstört worden war, nutzten die beiden Dörfer den ummauerten Friedhof auf dem Berg zunächst weiter. 1830 wurden dann in Burghausen und Reichenbach eigene Friedhöfe angelegt.
Die heutige Kirche von Burghausen wurde 1875 errichtet.

## Beschreibung und Ausstattung
Die  Kirche ist ein neugotischer Bau mit Drei-Achtel-Chor im Norden und Dachreiter im Süden.
Das Langhaus hat drei Fensterachsen. An den Chor mit drei Fenstern ist östlich die Sakristei und eine Mariengrotte angebaut. Die Einrichtung ist ebenfalls neugotisch. Am Hochaltar wird die Figur des heiligen Michael vom heiligen Petrus und vom heiligen Paulus flankiert. Die drei Chorfenster sind in blauer Farbe gehalten. Am rechten Seitenaltar ist der heilige Wendelin und am linken die heilige Maria zu sehen. In der Mitte der westlichen Langhauswand ist eine vergoldete Figur der heiligen Maria angebracht, gegenüber eine Figur des heiligen Michael. Links neben dem Haupteingang steht ein neugotischer Beichtstuhl. Die einmanualige Orgel auf der südlichen Empore (neun Register) wurde 1890 von Martin Schlimbach aus Würzburg für die dortige Bürgerspitalkirche erbaut. Im Jahr 1922 erfolgte die Umstellung der Orgel nach Burghausen durch die Firma Georg Friedrich Steinmeyer & Co. aus Öttingen. 2001 renovierten Andreas Weber aus Bollschweil und Michael Stumpf aus Bad Kissingen die Orgel.